# Ibn Ziad
Ibn Ziad (în arabă ابن زياد) este o comună din provincia Constantine, Algeria.
Populația comunei este de 18.861 de locuitori (2008).